# Tango Jalousie
Pour les articles homonymes, voir Tango et Jalousie.
Clip vidéo
[vidéo] « Stanley Black - Jalousie », sur YouTube
[vidéo] « Arthur Fiedler - Jalousie », sur YouTube
[vidéo] « Harry James - Jalousie », sur YouTube
[vidéo] « Félix Esteban - Jalousie », sur YouTube
Jalousie ou Tango Jalousie ou Jalousie « Tango Tzigane » est un célèbre tango instrumental de style tango argentin (en), du compositeur danois Jacob Gade. Il l’interprète pour la première fois avec son orchestre symphonique pour la musique du film américain Don X, fils de Zorro de 1925, avant de devenir un tango emblématique international.

## Histoire
Le violoniste chef d'orchestre Jacob Gade compose ce célèbre tango sur le thème du « sentiment de jalousie »,, inspiré de tango argentin (en), avec une introduction au violon inspiré de musique tzigane. Il l’interprète pour la première fois avec son orchestre symphonique de 24 musiciens pour accompagner la première du film muet américain Don X, fils de Zorro du 14 septembre 1925, au cinéma Palads Teatret (en) de Copenhague au Danemark. Vera Bloom (fille de l'écrivain-politicien américain Sol Bloom (en)) écrit des paroles en anglais en 1931, adaptées en divers langues « Mon cœur est jaloux malgré moi, jaloux d’un regard vers un autre, d’un mot qui soudain fait trembler ta voix, jaloux d’un frisson qui glisse en tes doigts... ».  Elle est enregistrée avec succès pour la première fois en 1935 avec le label Victor Talking Machine Company, par l'orchestre Boston Pops d'Arthur Fiedler, de Boston aux États-Unis. Ce tango devient alors célèbre dans le monde entier en tant que musique de plusieurs films américains à partir des années 1930.

## Reprises et adaptations
Ce tango emblématique est repris par de nombreux interprètes, dont Astor Piazzolla, Vera Lynn, Harry James (1946), Frankie Laine (1951), George Wright (à l'orgue électronique Wurlitzer, 1955), Billy Fury (1961), Stanley Black, Yvette Horner (à l'accordéon), Plácido Domingo, André Rieu, l'Orchestre symphonique national du Danemark...

## Au cinéma
- 1925 : Don X, fils de Zorro, de Donald Crisp.
- 1945 : Escale à Hollywood, de George Sidney, avec Frank Sinatra, Kathryn Grayson, et Gene Kelly[10].
- 1945 : La mort n'était pas au rendez-vous, de Curtis Bernhardt, avec Humphrey Bogart.
- 1949 : Boulevard des passions, de Michael Curtiz.
- 1951 : Elle cherche un millionnaire, de David Butler.
- 1976 : La Dernière Folie de Mel Brooks, de et avec Mel Brooks.
- 1978 : Mort sur le Nil, de John Guillermin.
- 2000 : Les Larmes d'un homme, de Sally Potter, avec Johnny Depp.